# Brenelle
Brenelle est une commune française située dans le département de l'Aisne en région Hauts-de-France.

## Géographie

### Hydrographie

#### Réseau hydrographique
La commune est située dans le bassin Seine-Normandie. Elle est drainée par le cours d'eau 01 de la Cormorande, le cours d'eau 01 de la Grande Baleine et le cours d'eau 02 du Parc,,.

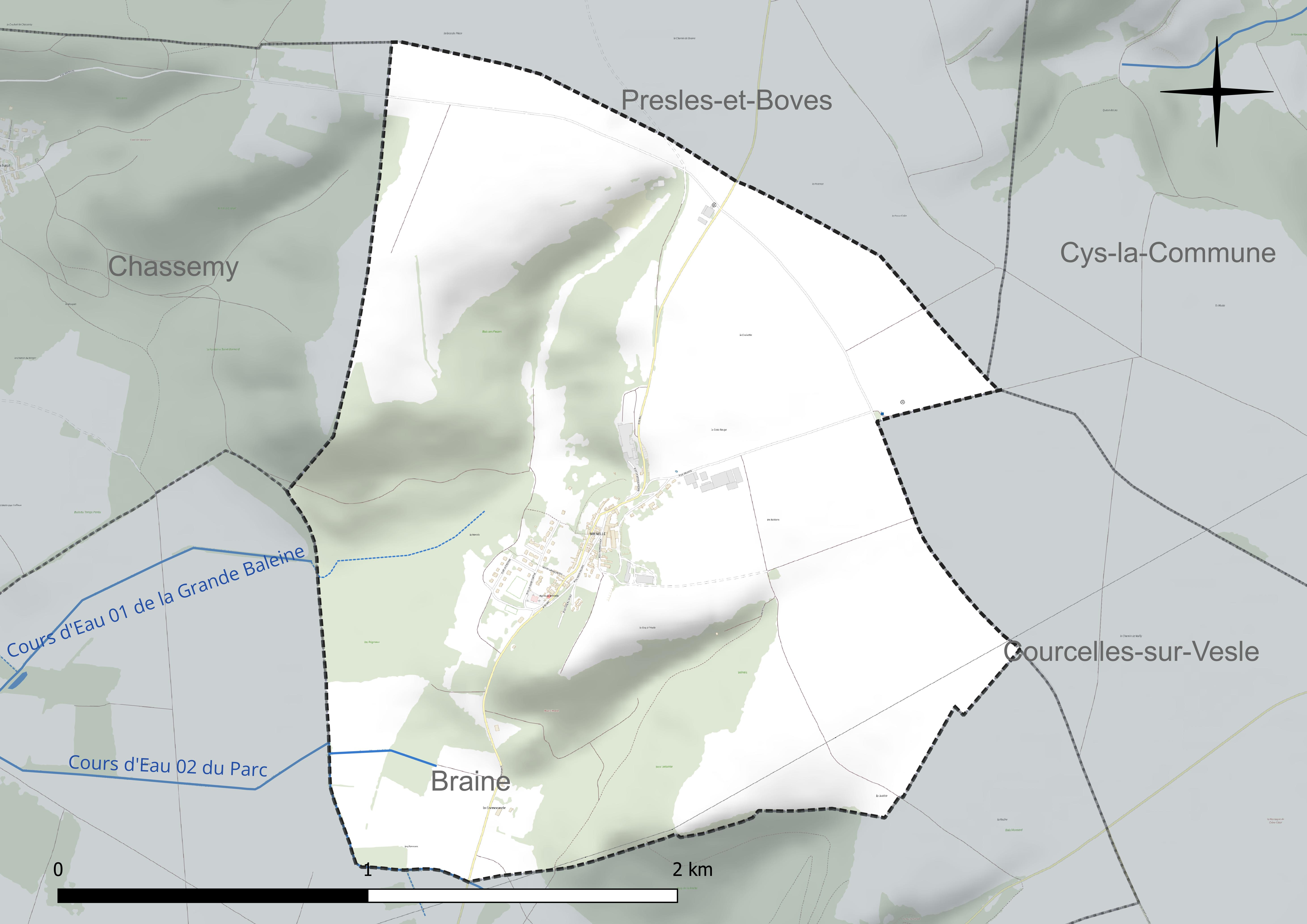
Réseau hydrographique de Brenelle.

#### Gestion et qualité des eaux
Le territoire communal est couvert par le schéma d'aménagement et de gestion des eaux (SAGE) « Aisne Vesle Suippe ». Ce document de planification, dont le territoire s'étend sur 3 096 km2 répartis sur trois départements (Aisne, Marne et Ardennes) et deux régions (Champagne-Ardenne et Picardie), a été approuvé le 16 décembre 2013. La structure porteuse de l'élaboration et de la mise en œuvre est le Syndicat d'aménagement des bassins Aisne Vesle Suippe (SIABAVES).
La qualité des cours d'eau peut être consultée sur un site spécial géré par les agences de l'eau et l'Agence française pour la biodiversité.

### Climat
Pour des articles plus généraux, voir Climat des Hauts-de-France et Climat de l'Aisne.
En 2010, le climat de la commune est de type climat océanique dégradé des plaines du Centre et du Nord, selon une étude du CNRS s'appuyant sur une série de données couvrant la période 1971-2000. En 2020, Météo-France publie une typologie des climats de la France métropolitaine dans laquelle la commune est exposée à un climat océanique altéré et est dans la région climatique Nord-est du bassin Parisien, caractérisée par un ensoleillement médiocre, une pluviométrie moyenne régulièrement répartie au cours de l'année et un hiver froid (3 °C).
Pour la période 1971-2000, la température annuelle moyenne est de 10,6 °C, avec  une amplitude thermique annuelle de 15,2 °C. Le cumul annuel moyen de précipitations est de 744 mm, avec 12,2 jours de précipitations en janvier et 8,9 jours en juillet. Pour la période 1991-2020 la température moyenne annuelle observée sur la station météorologique la plus proche, située sur la commune de Braine à 3 km à vol d'oiseau, est de 11,3 °C et le cumul annuel moyen de précipitations est de 662,7 mm,. Pour l'avenir, les paramètres climatiques de la commune estimés pour 2050 selon différents scénarios d'émission de gaz à effet de serre sont consultables sur un site spécial publié par Météo-France en novembre 2022.

## Urbanisme

### Typologie
Au 1er janvier 2024, Brenelle est catégorisée commune rurale à habitat dispersé, selon la nouvelle grille communale de densité à 7 niveaux définie par l'Insee en 2022.
Elle est située hors unité urbaine. Par ailleurs la commune fait partie de l'aire d'attraction de Soissons, dont elle est une commune de la couronne,. Cette aire, qui regroupe 92 communes, est catégorisée dans les aires de 50 000 à moins de 200 000 habitants,.

### Occupation des sols
L'occupation des sols de la commune, telle qu'elle ressort de la base de données européenne d'occupation biophysique des sols Corine Land Cover (CLC), est marquée par l'importance des territoires agricoles (69 % en 2018), une proportion identique à celle de 1990 (69 %). La répartition détaillée en 2018 est la suivante : 
terres arables (53,1 %), forêts (31 %), prairies (8,5 %), zones agricoles hétérogènes (7,4 %).
L'évolution de l'occupation des sols de la commune et de ses infrastructures peut être observée sur les différentes représentations cartographiques du territoire : la carte de Cassini (XVIIIe siècle), la carte d'état-major (1820-1866) et les cartes ou photos aériennes de l'IGN pour la période actuelle (1950 à aujourd'hui).

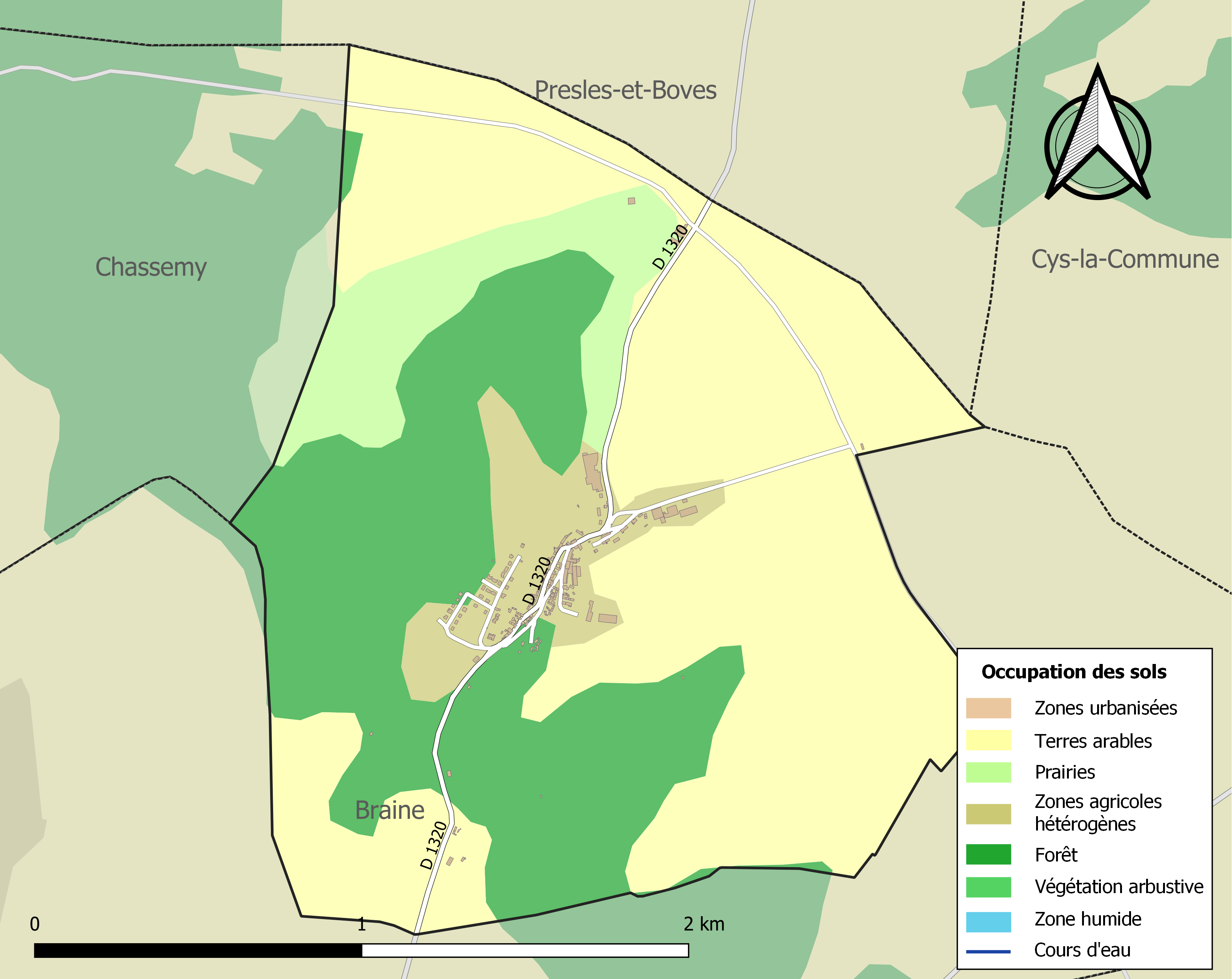
Carte des infrastructures et de l'occupation des sols de la commune en 2018 (CLC).

## Toponymie
Attestée sous la forme Branella en 1147.
Le cadastre de 1825 porte l'appellation Brunelle[réf. nécessaire].
Diminutif du nom de lieu voisin Braine, « petite rivière fangeuse ».

## Histoire

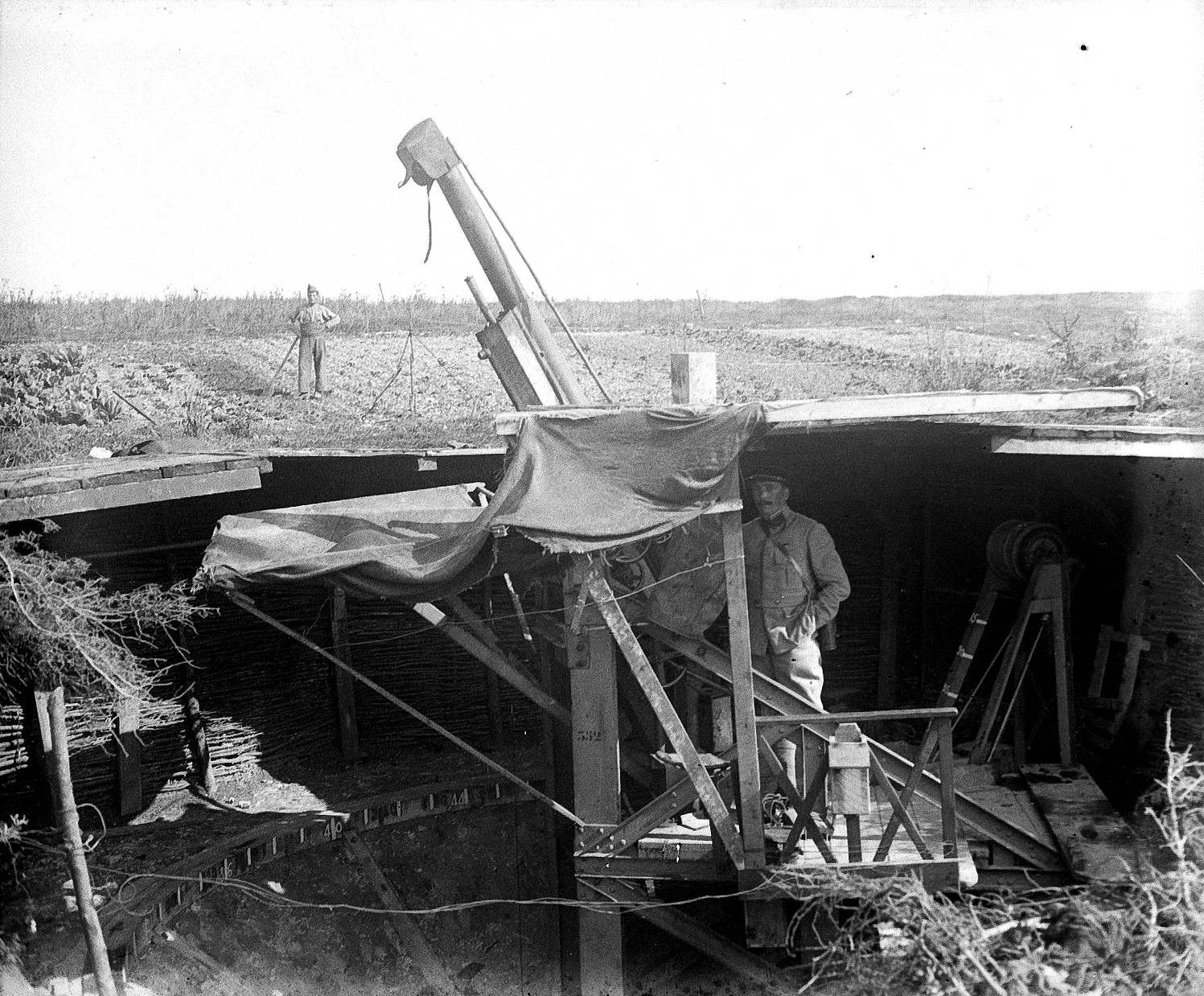
Le lieutenant Disserteune pose près d'une pièce de calibre 75 de la DCA 129 à la ferme de Monthussard près de Brenelle. 1917. Fonds Berthelé des Archives de Toulouse.

Le 28 mai 1918, au début de l'opération Blucher, le 1er bataillon du 156e régiment d'infanterie français combat contre les troupes allemandes du 10e Corps d'Armée. Submergé par le nombre et le manque de munitions, le bataillon se replie, vers 7 h du matin après une chaude résistance, vers Ciry-Salsogne et le moulin de Quincampoix. L'ennemi entre à Brenelle en grosses masses marchant au coude à coude.

## Politique et administration

### Découpage territorial
La commune de Brenelle est membre de la communauté de communes du Val de l'Aisne, un établissement public de coopération intercommunale (EPCI) à fiscalité propre créé le 28 décembre 1994 dont le siège est à Presles-et-Boves. Ce dernier est par ailleurs membre d'autres groupements intercommunaux.
Sur le plan administratif, elle est rattachée à l'arrondissement de Soissons, au département de l'Aisne et à la région Hauts-de-France. Sur le plan électoral, elle dépend du  canton de Fère-en-Tardenois pour l'élection des conseillers départementaux, depuis le redécoupage cantonal de 2014 entré en vigueur en 2015, et de la cinquième circonscription de l'Aisne  pour les élections législatives, depuis le dernier découpage électoral de 2010.

### Administration municipale

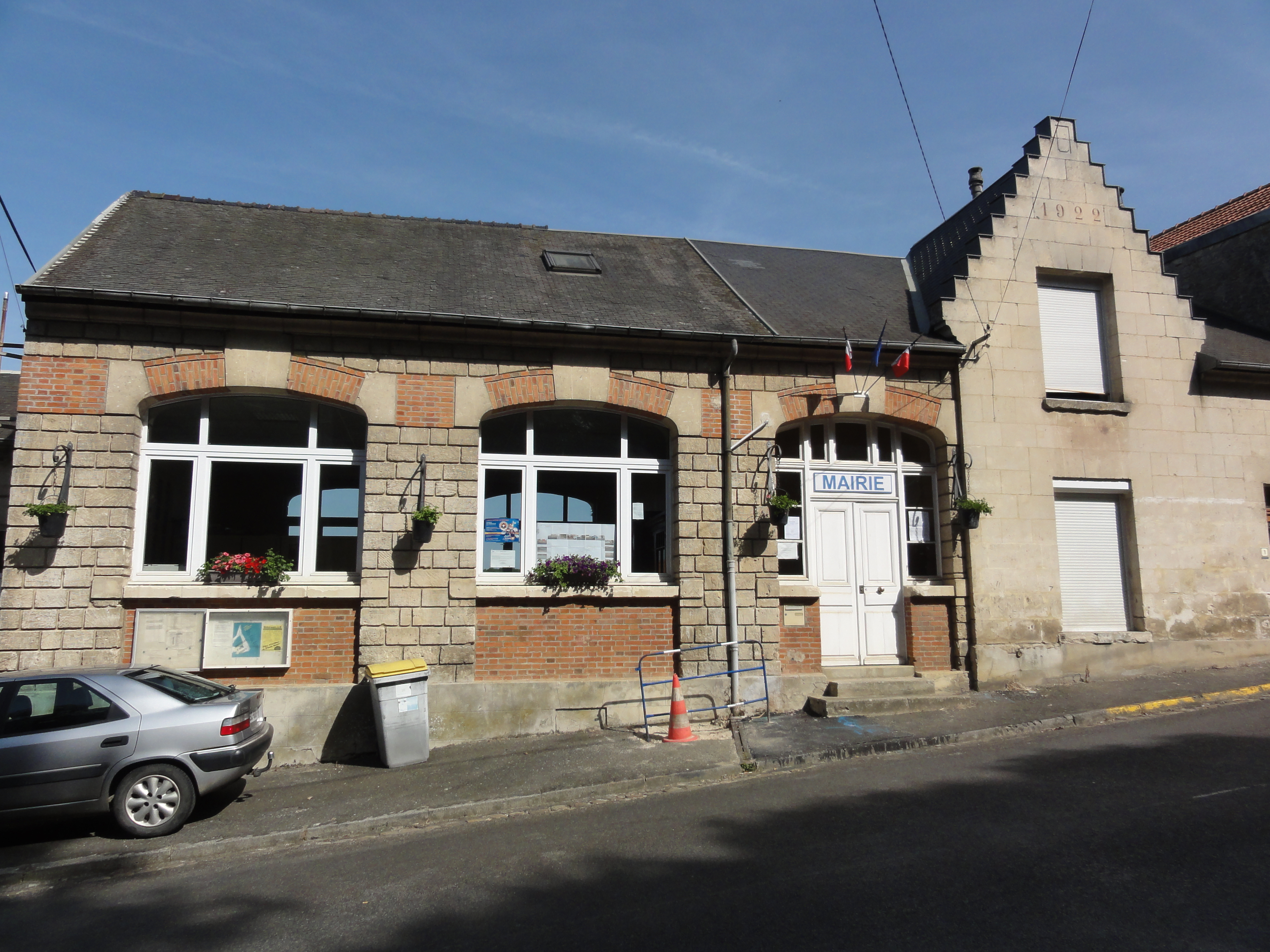
Mairie.

| Période                                  | Période                       | Identité          | Étiquette | Qualité                                    |
| ---------------------------------------- | ----------------------------- | ----------------- | --------- | ------------------------------------------ |
| avant 1874                               | 1875                          | Conseil           |           |                                            |
| Les données manquantes sont à compléter. |                               |                   |           |                                            |
| mars 2001                                | mars 2008                     | Gilles Nollet     | PS        |                                            |
| mars 2008                                | mai 2020                      | Claude Conseil    | DVD       | Retraité Réélu(e) pour le mandat 2014-2020 |
| mai 2020                                 | En cours (au 11 juillet 2020) | Bertrand Detaille |           |                                            |

## Démographie
L'évolution du nombre d'habitants est connue à travers les recensements de la population effectués dans la commune depuis 1793. Pour les communes de moins de 10 000 habitants, une enquête de recensement portant sur toute la population est réalisée tous les cinq ans, les populations de référence des années intermédiaires étant quant à elles estimées par interpolation ou extrapolation. Pour la commune, le premier recensement exhaustif entrant dans le cadre du nouveau dispositif a été réalisé en 2005.

En 2022, la commune comptait 194 habitants, en évolution de −1,02 % par rapport à 2016 (Aisne : −1,97 %, France hors Mayotte : +2,11 %).
| 1793 | 1800 | 1806 | 1821 | 1831 | 1836 | 1841 | 1846 | 1851 |
| ---- | ---- | ---- | ---- | ---- | ---- | ---- | ---- | ---- |
| 207  | 233  | 234  | 236  | 258  | 275  | 313  | 312  | 295  |

| 1856 | 1861 | 1866 | 1872 | 1876 | 1881 | 1886 | 1891 | 1896 |
| ---- | ---- | ---- | ---- | ---- | ---- | ---- | ---- | ---- |
| 310  | 320  | 284  | 257  | 268  | 245  | 258  | 241  | 233  |

| 1901 | 1906 | 1911 | 1921 | 1926 | 1931 | 1936 | 1946 | 1954 |
| ---- | ---- | ---- | ---- | ---- | ---- | ---- | ---- | ---- |
| 234  | 212  | 232  | 194  | 171  | 177  | 154  | 182  | 173  |

| 1962 | 1968 | 1975 | 1982 | 1990 | 1999 | 2005 | 2006 | 2010 |
| ---- | ---- | ---- | ---- | ---- | ---- | ---- | ---- | ---- |
| 164  | 204  | 168  | 189  | 184  | 190  | 182  | 181  | 199  |

| 2015 | 2020 | 2022 | - | - | - | - | - | - |
| ---- | ---- | ---- | - | - | - | - | - | - |
| 197  | 196  | 194  | - | - | - | - | - | - |

## Culture locale et patrimoine

### Lieux et monuments
L'église Saint-Pierre du XIIe siècle est classée Monument historique depuis 1921.

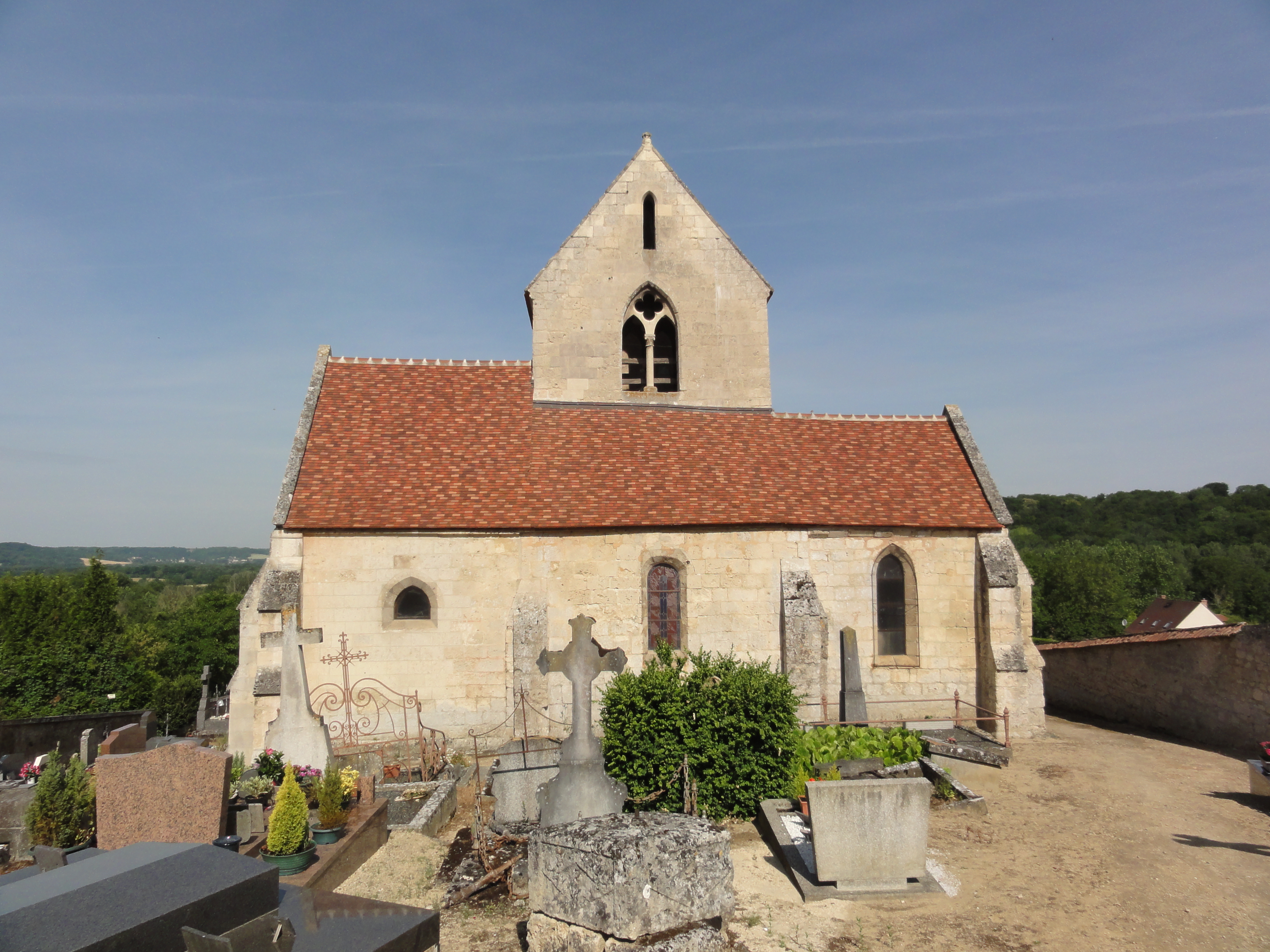
Église Saint-Pierre.
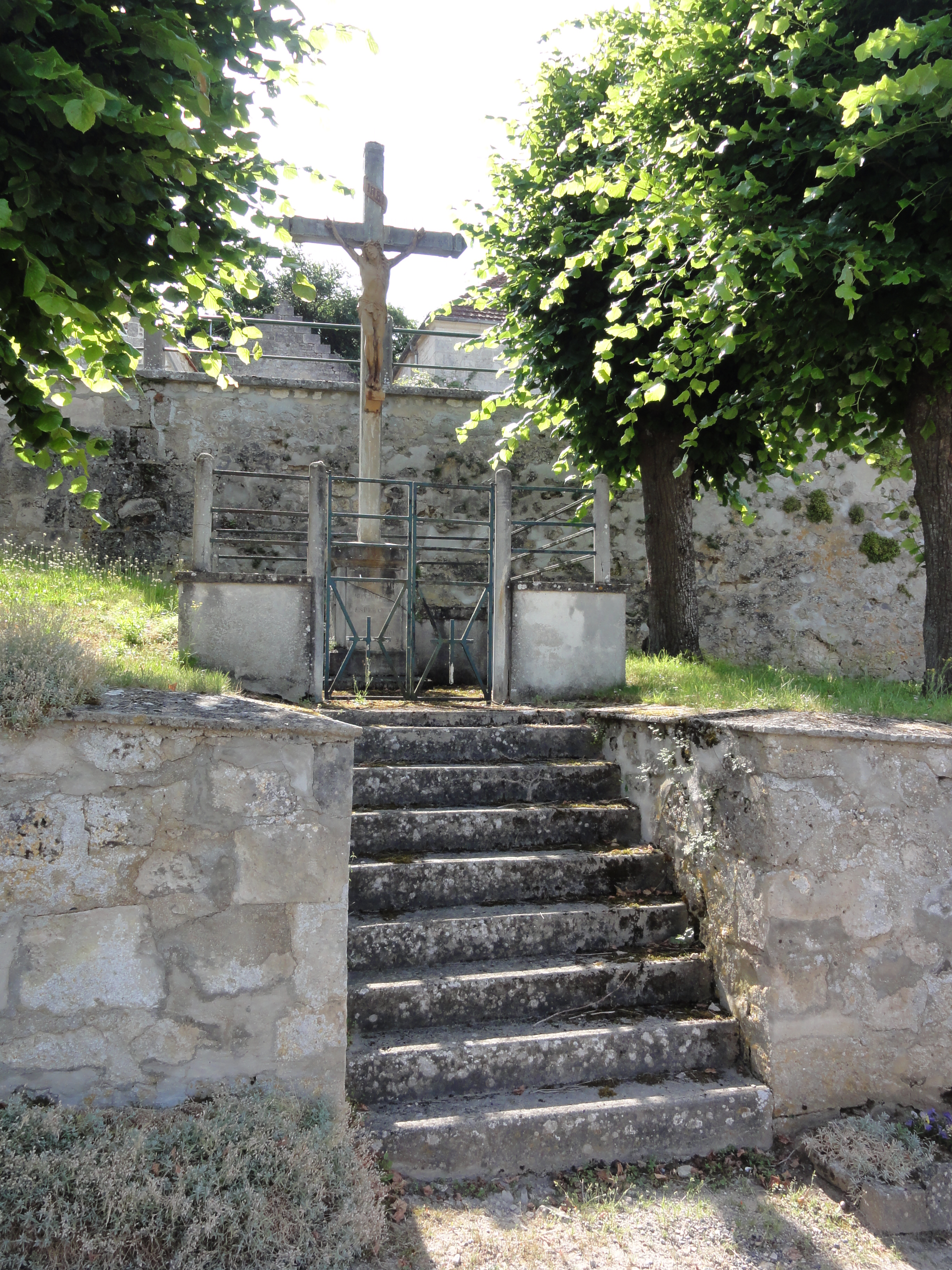
Calvaire.
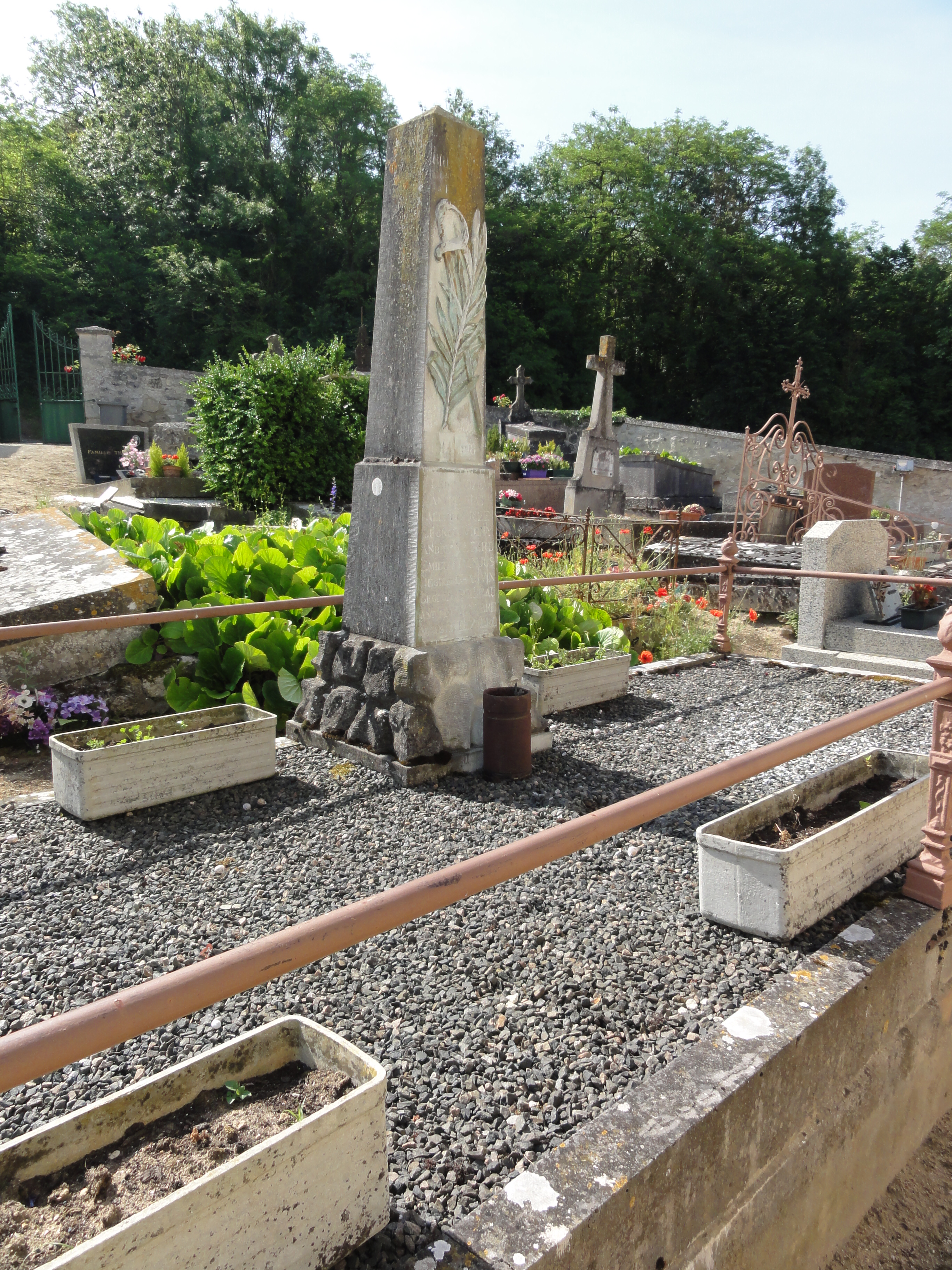
Monument aux morts.

### Personnalités liées à la commune
Charles Lhuinte, soldat du 1er bataillon du 156e R.I. tombé au combat de Brenelle le 28/05/1918.

## Pour approfondir